# 유재건
유재건(劉在建, 1793년 ~ 1880년)은 조선 후기의 문인, 학자이다. 자는 덕초(德初), 호는 겸산(兼山). 본관은 강릉(江陵)이다.

## 생애
규장각에 있으면서 《열성어제(列聖御製)》를 편찬하는 데 이바지하였다. 1853년(철종 4) 최경흠 등과 함께 위항문인(委巷文人)의 모임인 직하시사(稷下詩社)를 조직하여 활동하였다.
이후 1857년(철종 8) 최경흠과 함께 위항시를 정리한 《풍요삼선(風謠三選)》을 펴냈고, 1862년(철종 13) 위항인의 전기인 《이향견문록(里鄕見聞錄)》을 펴냈다. 또한 명시를 가려 뽑은 《고금영물근체(古今詠物近體)》를 펴냈다.